# Cinetata
Cinetata là một chi nhện trong họ Linyphiidae.